# 曹惠晶
曹惠晶（韓語：조혜정，1992年12月22日—），韓國女演員，父親為曹在顯。2017年與Jellyfish娛樂簽約后便无演艺活动，2022年時隔5年以《我們的藍調時光》再次在電視劇中亮相，因出演劇中海女小月一角而引起熱議，同年宣布加入李炳憲所属的经纪公司BH Entertainment。

## 演出作品

### 電視劇
- 2014年：OCN《神的測驗4》飾演 鄭美香
- 2015年：On Style《因為是第一次》飾演 吳佳琳
- 2015年：MBC Every1《戀禁術師》飾演 李雅利
- 2015年：MBC Every1《想像貓》飾演 吳娜雨
- 2016年：tvN《灰姑娘與四騎士》飾演 洪子英
- 2016年：MBC《舉重妖精金福珠》飾演 鄭蘭熙
- 2017年：NAVER tvcast《月光男女》飾演 閔瑞真/暫譯
- 2017年：KBS2《Go Back夫婦》飾演 千雪
- 2022年：tvN《我們的藍調時光》飾演 小月

### 电影
- 待定：《焦点》饰演 友贞[2]

### 綜藝節目
- 2015年：SBS《拜託爸爸》

### 話劇
- 2014年：《他和她的星期四》飾演 徐伊慶

## 外部連結
- 曹惠晶的Instagram帳戶
- 曹惠晶在NAVER上的资料
- 曹惠晶在Daum上的资料
- 曹惠晶的youtube頻道 （页面存档备份，存于）